# Murad Allahverdiyev
Murad Allahverdiyev (29 de agosto de 2002) es un deportista azerbaiyano que compite en boxeo. En los Juegos Europeos de Cracovia 2023 consiguió una medalla de bronce en la categoría de 80 kg.

## Palmarés internacional
| Juegos Europeos | Juegos Europeos     | Juegos Europeos   | Juegos Europeos |
| Año             | Lugar               | Medalla           | Categoría       |
| --------------- | ------------------- | ----------------- | --------------- |
| 2023            | Nowy Targ (Polonia) | Medalla de bronce | 80 kg           |